# American IV: The Man Comes Around
American IV: The Man Comes Around ist das vierte Studioalbum in der Serie American Recordings des US-amerikanischen Country-Sängers Johnny Cash. Es wurde im November 2002 veröffentlicht und erreichte Platz zwei der Country-Charts und Platz 22 der Billboard 200.

## Songs und Zusammenarbeit
Die meisten Stücke auf diesem Album sind Coverversionen, die im für Cash typischen Stil aufgenommen sind. Bei Personal Jesus beispielsweise bat Produzent Rick Rubin den Red-Hot-Chili-Peppers-Gitarristen John Frusciante um eine akustische Aufarbeitung des Songs von Martin Gore im Blues-Stil. Cash, der zum Zeitpunkt der Aufnahme 70 Jahre alt war, wurde von zahlreichen Künstlern wie Fiona Apple, Nick Cave und Don Henley als Background-Sänger unterstützt.
The Man Comes Around ist das letzte Album, das zu Cashs Lebzeiten veröffentlicht wurde. Sein Gesang auf diesem Album ist fragil, zurückhaltend und würdevoll. Man hört ihm an, dass er schwer krank ist, die Gebrochenheit seiner Stimme passt jedoch zum Grundton des Albums, das vorwiegend von Liebe, Tod und dem Leben danach handelt. 
Mit dem Titelsong The Man Comes Around machte Cash deutlich, dass er nach wie vor auf der Höhe seiner Schaffenskraft als Songwriter war. Beim letzten Song des Albums, We’ll Meet Again, unterstützte ihn gesanglich und instrumental die gesamte „Cash-Gang“ inklusive des Personals, sowie sein langjähriger Produzent Jack Clement auf der Akustikgitarre.

## Titelliste
1. The Man Comes Around (Cash) – 4:26
2. Hurt (Reznor) – 3:38
Original aufgenommen von Nine Inch Nails auf The Downward Spiral (1994)
3. Give My Love to Rose (Cash) – 3:28
Original aufgenommen von Cash für Sun, erschienen auf Sings Hank Williams (1960)
4. Bridge Over Troubled Water (Simon) – 3:55
Original aufgenommen von Simon & Garfunkel auf Bridge over Troubled Water (1970)
5. I Hung My Head (Sting) – 3:53
Original aufgenommen von Sting auf Mercury Falling (1996)
6. The First Time Ever I Saw Your Face (MacColl) – 3:52
 ein Nummer-1-Hit für Roberta Flack (1972)
7. Personal Jesus (Gore) – 3:20
Original aufgenommen von Depeche Mode auf Violator (1990)
8. In My Life (Lennon/McCartney) – 2:57
Original aufgenommen von The Beatles auf Rubber Soul (1965)
9. Sam Hall (Tex Ritter) – 2:40
Original aufgenommen von Cash auf Sings the Ballads of the True West (1965)
10. Danny Boy (Frederick Weatherly) – 3:19
Veröffentlicht von Cash auf Orange Blossom Special (1965)
11. Desperado (Frey/Henley) – 3:13
Original aufgenommen von Eagles auf Desperado (1973)
12. I’m So Lonesome I Could Cry (Williams) – 3:03
Original aufgenommen von Hank Williams; vorher veröffentlicht von Cash auf Now, There Was a Song! (1960)
13. Tear Stained Letter (Cash) – 3:41
Original aufgenommen von Cash auf A Thing Called Love (1972)
14. Streets of Laredo – 3:33 (Traditional)
Original aufgenommen von Cash auf Sings the Ballads of the True West (1965)
15. We’ll Meet Again (Charles/Parker) – 2:58
ein Hit von Vera Lynn (1939)

## Rezeption

### Kritiken
Das Album erhielt überwiegend positive Kritiken. Der Metascore des Albums beträgt 70 von 100 möglichen Punkten.
Der New Musical Express wählte das Album auf Platz 28 der 100 besten Alben der 2000er Jahre. Auch wurde es in die 1001 Albums You Must Hear Before You Die aufgenommen, wird in neueren Ausgaben jedoch nicht mehr aufgeführt. Die Musikzeitschrift Rolling Stone wählte Cashs Version von Hurt auf Platz 15 der 100 besten Songs des Jahrzehnts.

### Preise
Das Video des Nine-Inch-Nails-Coversongs Hurt wurde mit dem MTV Video-Music-Award und einem Grammy ausgezeichnet. Für Give My Love to Rose, einen Song, den Cash bereits 1960 aufgenommen hatte, erhielt er einen Grammy in der Kategorie Best Country Male Vocal Performance.

## Kommerzieller Erfolg

### Chartplatzierungen
| ChartsChartplatzierungen       | Höchstplatzierung | Wochen |
| ------------------------------ | ----------------- | ------ |
| Deutschland (GfK)              | 18 (27 Wo.)       | 27     |
| Österreich (Ö3)                | 25 (12 Wo.)       | 12     |
| Schweiz (IFPI)                 | 40 (3 Wo.)        | 3      |
| Vereinigte Staaten (Billboard) | 22 (62 Wo.)       | 62     |
| Vereinigtes Königreich (OCC)   | 40 (6 Wo.)        | 6      |

| ChartsJahrescharts (2003)      | Platzierung |
| ------------------------------ | ----------- |
| Vereinigte Staaten (Billboard) | 94          |

### Auszeichnungen für Musikverkäufe
American IV: The Man Comes Around brachte Cash eine Platin-Schallplatte für mehr als 1.000.000 verkaufte Exemplare in den USA ein. 
| Land/Region                  | Auszeichnungen für Musikverkäufe (Land/Region, Auszeichnung, Verkäufe) | Verkäufe  |
| ---------------------------- | ---------------------------------------------------------------------- | --------- |
| Deutschland (BVMI)           | Platin                                                                 | (300.000) |
| Europa (IFPI)                | Platin                                                                 | 1.000.000 |
| Kanada (MC)                  | Platin                                                                 | 100.000   |
| Schweden (IFPI)              | Gold                                                                   | (40.000)  |
| Vereinigte Staaten (RIAA)    | Platin                                                                 | 1.000.000 |
| Vereinigtes Königreich (BPI) | Platin                                                                 | (300.000) |
| Insgesamt                    | 1× Gold · 5× Platin ·                                                  | 2.100.000 |

Hauptartikel: Johnny Cash/Auszeichnungen für Musikverkäufe